# Komplementärgut
Komplementärgüter sind in der Mikroökonomie Güter, die gemeinsam nachgefragt werden, weil sie sich in ihrem Nutzen ergänzen. Güter, die dieselben oder ähnliche Bedürfnisse stillen und deshalb andere Güter ersetzen können, sind Substitutionsgüter (Substitute).

## Allgemeines
Die Unterscheidung zwischen Substitutions- und Komplementärgut geht auf Irving Fisher zurück, der in seiner 1892 erschienenen Dissertation zwischen Substitutionsgütern (damals noch englisch competing goods) und Komplementärgütern (englisch completing goods) unterschied.
Technische und/oder physikalische Abhängigkeiten können dazu führen, dass einige Güter einander bedingen. Jedes kann für sich alleine nicht seine optimale Funktion entfalten oder ist sogar nutzlos, sondern nur beide gemeinsam. Bereits John D. Rockefeller nutzte um 1870 diese Abhängigkeiten aus, als er Petroleumlampen in China verkaufte, wo er ein Petroleummonopol besaß. Im Jahre 1902 verschenkte King Camp Gillette Rasiergeräte und verkaufte die von ihm patentierten Einweg-Rasierklingen. Je individueller die beiden Komplementärgüter miteinander verbunden werden können, umso stärker ist ihre Komplementarität. Dies hat Auswirkungen auf die Nachfrage, die beide Güter ähnlich oder gleichzeitig betrifft. Diese Marktstrategie nutzen Unternehmen aus, um sich den Lock-in-Effekt nutzbar zu machen. Für alle Komplementärgüter gilt, dass sich ein Systemwechsel nur lohnt, wenn die Wechselkosten den durch einen Systemwechsel entstehenden Nutzen nicht übersteigen würden.

## Beispiele
Beispielhaft für diese ökonomische Beziehung sind Pfeifentabak und Tabakspfeifen. Durch eine drastische Preissenkung bei Pfeifentabak steigt auch die Nachfrage nach Tabakspfeifen, da nur beide Güter gemeinsam Nutzen stiften. Weitere Beispiele sind:
- Automobile und Kraftstoff
- Walkman und Kopfhörer
- Brief und Briefmarke
- Hardware und Software
- Drucker und Tinte
- DVD-Player und DVD
- Nassrasierer und Rasierklinge
- Zigarette und Feuerzeug
- Kaffeemaschine und Kaffeefilter bzw. Kaffeekapsel

## Unterscheidung nach dem Grad der Komplementarität

### Vollkommene Komplemente

Perfekte Komplemente

Perfekte oder vollkommene Komplemente nennt man in der Wirtschaftswissenschaft Güter, die sich notwendig ergänzen und in der Regel nur zusammen nachgefragt werden.
Sind zwei Güter vollkommene Komplemente, so verlaufen ihre Indifferenzkurven rechtwinklig und haben die Form 
{\displaystyle f(x_{1},x_{2})=\min(x_{1},x_{2})} (Leontief-Funktion).
Ein Beispiel für perfekte Komplemente sind linke und rechte Schuhe. Besäße eine Person mehr linke als rechte Schuhe, so würde das ihren Nutzen nicht erhöhen, da man Schuhe nur paarweise tragen kann.
In der Realität ist es schwer, vollkommene Komplemente zu finden, da sich fast immer eine anderweitige Verwendung denken lässt (Zum Beispiel: Ein weiterer rechter Schuh ließe sich an einen Einbeinigen verkaufen).
Der Gegensatz zu vollkommenen Komplementen sind vollkommene Substitute.

### Unvollständige Komplemente
Im Gegensatz dazu sind unvollständige Komplemente solche Güter, die sich zwar ergänzen, aber auch einzeln am Markt nachgefragt werden. Zum Beispiel: Computer, Drucker und Bildschirm.

## Wirtschaftliche Aspekte
Der Konsum eines Substitutionsgutes beeinflusst den Nutzen eines anderen Gutes und umgekehrt. Bei zwei Substitutionsgütern vermindert der Mehrkonsum des einen Gutes den Grenznutzen des Konsums des anderen Gutes (Butter oder Margarine), während sich bei zwei Komplementärgütern der Grenznutzen erhöht (Kraftfahrzeug und Motorenbenzin).
Ökonomisch betrachtet wird bei Komplementärgütern deren Kompatibilität genutzt. So kann beispielsweise eine CD nur auf einem CD-Player gespielt werden. Die meisten Wiedergabegeräte können nur bestimmte Tonträger oder Bildträger für den Konsumenten wahrnehmbar machen. Auch Elektrogeräte benötigen manchmal Kompatibilität, denn Fernsehgeräte können entweder nur das US-Bildverfahren NTSC oder das europäisch standardisierte PAL-Farbübertragungssystem störungsfrei empfangen. Der Konsum eines Produktes bringt nur optimalen Nutzen, wenn auch das Komplementärgut konsumiert wird.  
Ein weiterer Aspekt ist der Lock-in-Effekt, weil es Produzenten über die technische Abhängigkeit gelingt, die Nachfrage der Verbraucher durch Kundenbindung auch künftig auf sich zu lenken. Der erste große kommerzielle Erfolg nach diesem Lock-in-Effekt war im Jahre 1902 der Gillette-Rasierer von King C. Gillette. Statt der damals üblichen Rasiermesser, die nachgeschärft werden konnten, verkaufte Gillette einen patentierten Klingenhalter, zu dem wegwerfbare Rasierklingen passten, die billig herzustellen waren und mit hoher Marge dauerhaft an die Besitzer der Gillette-Klingenhalter verkauft wurden.